# Sant Sadurní (Avinyó)
Sant Sadurní és una muntanya de 579 metres que es troba al municipi d'Avinyó, a la comarca catalana del Bages.
Al cim podem trobar-hi un vèrtex geodèsic (referència 283104001).